# Zoltán Ribli
Zoltán Ribli (Mohács, 6 de setembro de 1951) é um Grande Mestre de xadrez húngaro. Participou duas vezes do Torneio de Candidatos e venceu três vezes o Campeonato de Xadrez Húngaro.
Ribli esteve mais ativo no xadrez durante as décadas de 1980 e 1980. Embora tenha diminuido sua atividade posteriormente, Ribli continuou a manter um rating ELO competitivo (sendo que seu rating em julho de 2006 era de 2 589), tendo vencido em Kastav 2002.
Ribli está casado com o Mestre Internacional Maria Grosch.